# Boudu sauvé des eaux
Boudu sauvé des eaux is een Franse filmkomedie uit 1932 onder regie van Jean Renoir. De film is gebaseerd op het gelijknamige toneelstuk van de Franse auteur René Fauchois.

## Verhaal
De boekhandelaar Lestingois redt de zwerver Boudu, die in de Seine is gesprongen. Hij biedt hem vervolgens ook onderdak aan. De leden van het gezin Lestingois doen hun best om van Boudu een fatsoenlijk burger te maken. Ze slagen daar maar langzaam in. Boudu verleidt intussen niet alleen de huishoudster, maar ook de vrouw van Lestingois. Uiteindelijk wint Boudu een grote som geld met de lotto. Boudu wordt gekoppeld aan Anne-Marie, de huishoudster van het gezin Lestingois. Op de dag van de bruiloft vaart hij echter weg in een roeibootje.

## Rolverdeling
| Acteur              | Personage       |
| ------------------- | --------------- |
| Michel Simon        | Priape Boudu    |
| Marcelle Hainia     | Emma Lestingois |
| Sévérine Lerczinska | Anne-Marie      |
| Jean Gehret         | Vigour          |
| Max Dalban          | Godin           |
| Jean Dasté          | student         |